# Fernando Errázuriz Aldunate
Fernando de Errázuriz y Martínez de Aldunate (Santiago del Cile, 1777 – Santiago del Cile, 1841) è stato un politico cileno.
È stato Presidente del Cile provvisorio nel 1831.